# BMW Welt

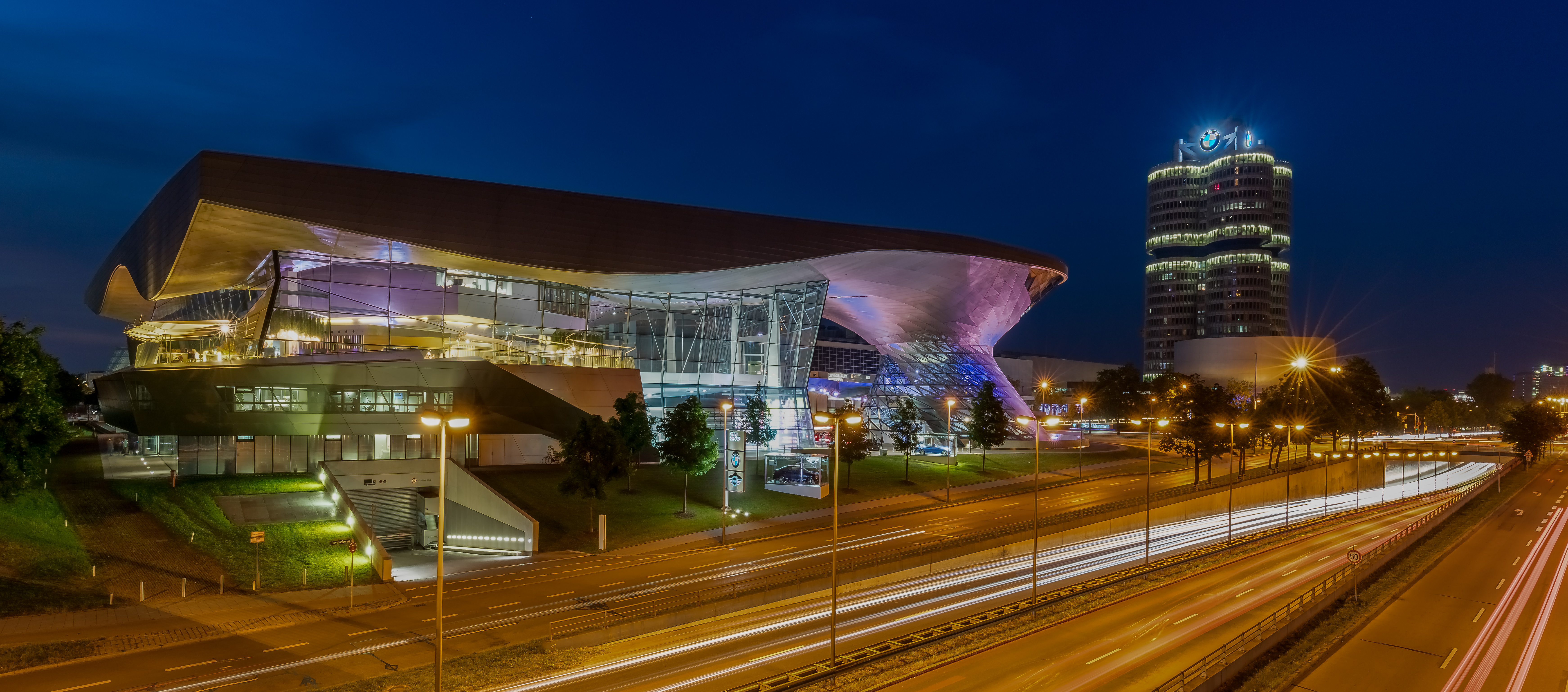
BMW Welt.

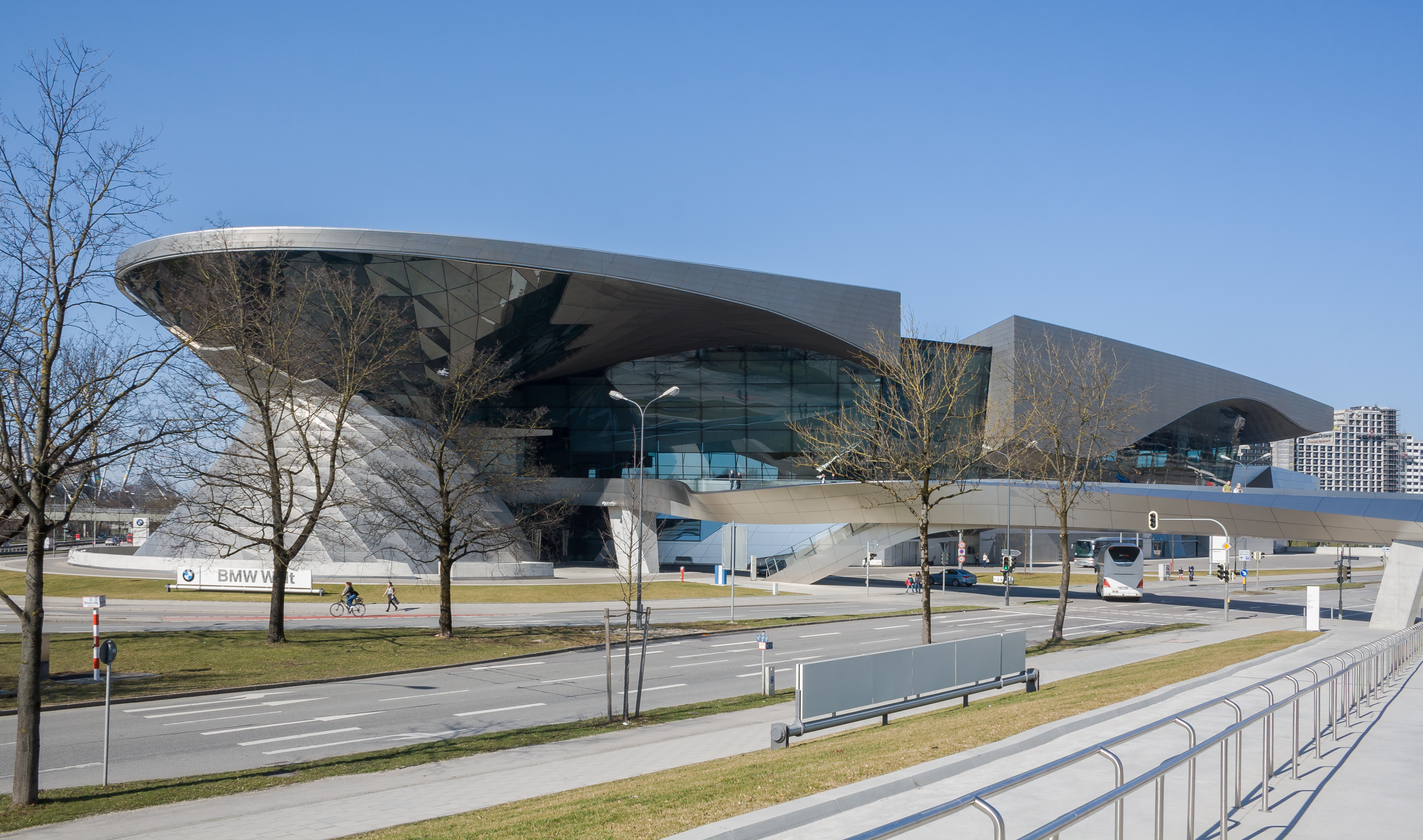
Vista exterior diurna.

BMW Welt (en castellano: Mundo BMW), es una instalación de exposiciones multifuncional del grupo BMW, ubicado en Múnich, Alemania. Está próxima de la sede mundial de BMW y del Olympiapark, y el edificio está diseñado para: presentar los actuales modelos de BMW; ser un centro de distribución para los automóviles de la marca; y ofrecer un fórum de eventos y un centro de conferencias.

## Diseño y construcción
Diseñado por los arquitectos de Coop Himmelb(l)au para el grupo BMW, se inició la construcción de la instalación en 2003 y se finalizó en verano de 2007. Originalmente concebida para inaugurarse para la Copa Mundial de Fútbol de 2006, pero abrió sus puertas el 17 de octubre de 2007, y las entregas empezaron el 23 de octubre de 2007. El primer cliente al que se le entregó un BMW en el Welt fue a Jonathan Spira.
El edificio dispone en el tejado de una planta de 800 kW de energía solar. Según declaró el arquitecto Prix en la ceremonia de apertura: "el edificio no es aburrido como lo sería una simple sala, no es solamente un templo, sino también un mercado y centro de comunicaciones, un lugar de encuentro para el intercambio de ideas".

## Operaciones
El BMW Welt situado Múnich opera en cooperación con otras instalaciones de BMW de la comunidad local, particularmente el Museo BMW y con la sede central.
BMW Welt se enfoca en el acercamiento y el diálogo con clientes y visitantes mostrándoles una gama completa de los automóviles BMW, y provee la distribución del vehículo, particularmente la creación de una experiencia más especial con respecto a la colección para un vehículo ya ordenado por el cliente. BMW Welt también ofrece tiendas con productos auxiliares y accesorios de la marca, además cuenta con los servicios gastronómicos de un restaurante. En el foro de encuentros, BMW Welt ofrece salas de conferencias y la oportunidad de presentaciones de los medios.

## Galería

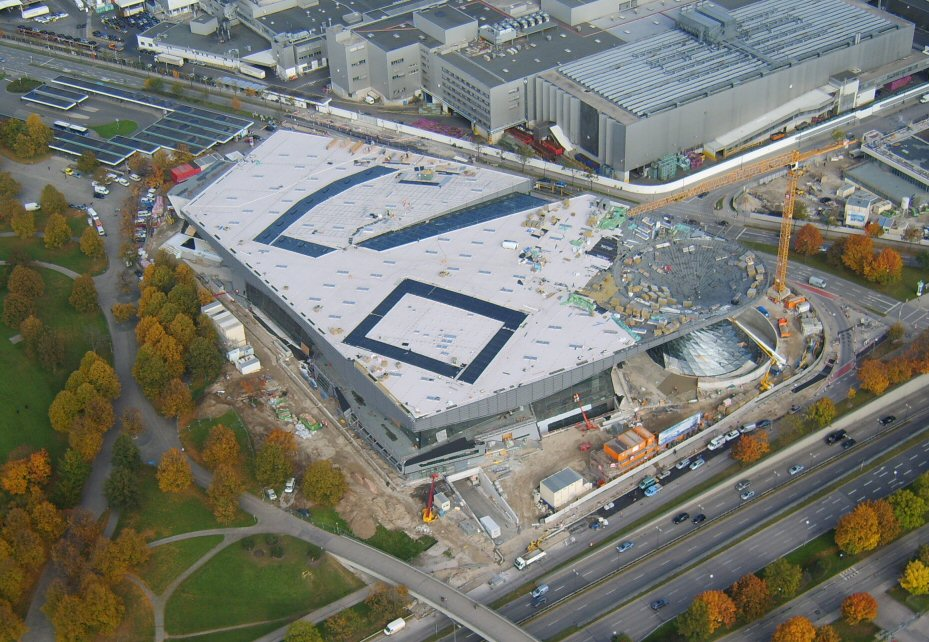
BMW Welt durante su construcción.
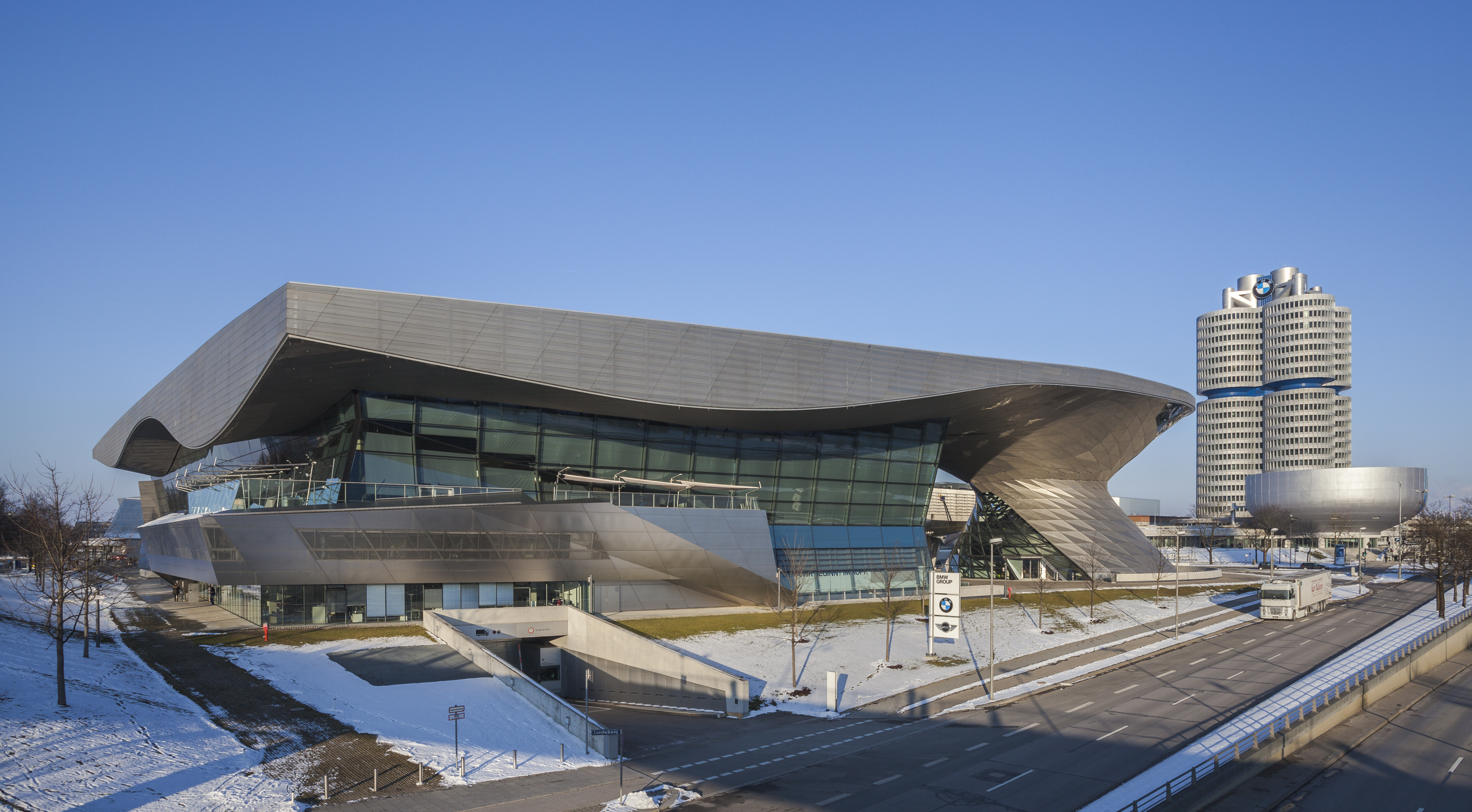
Vista general con la Torre BMW al fondo.
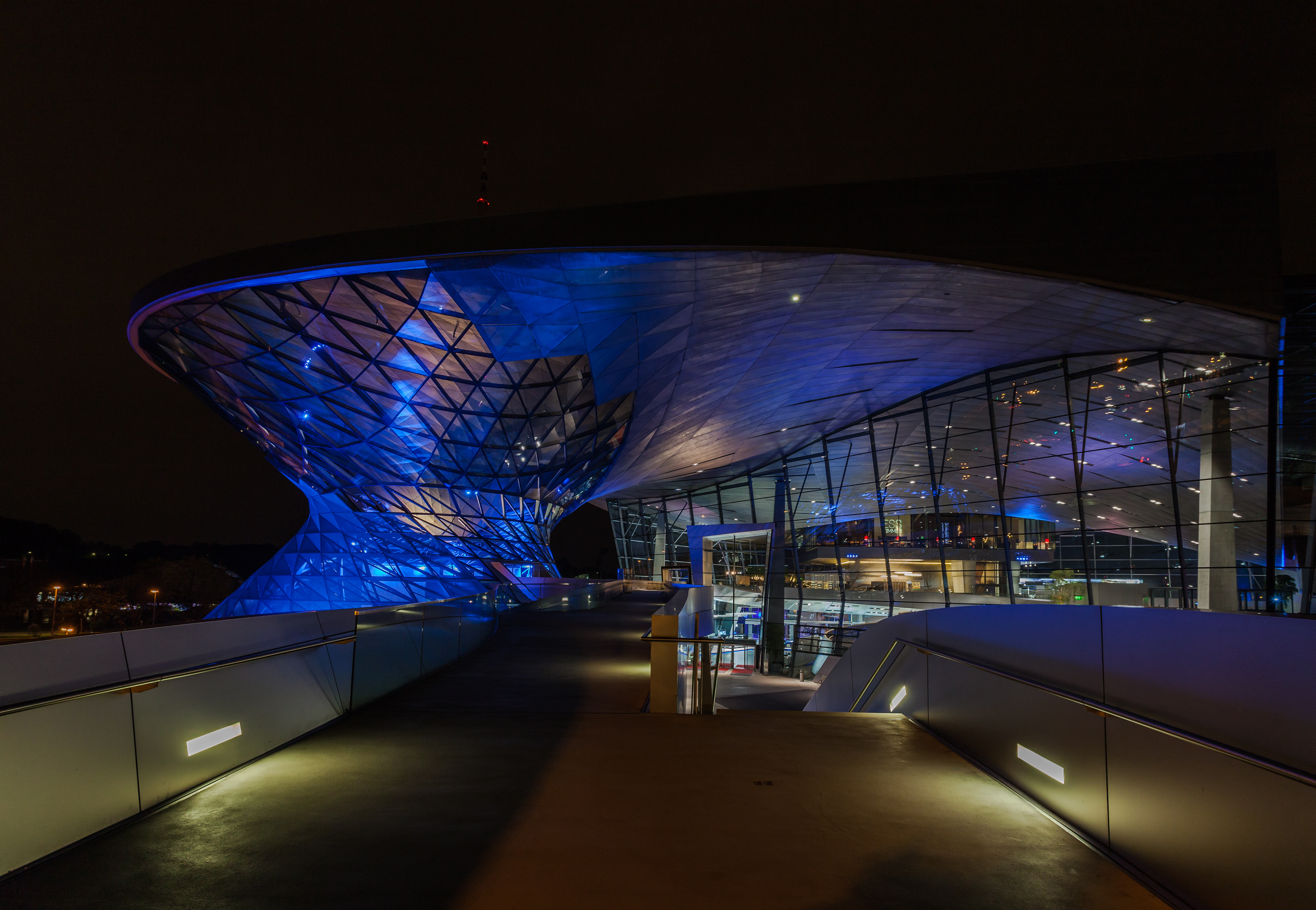
Vista nocturna.
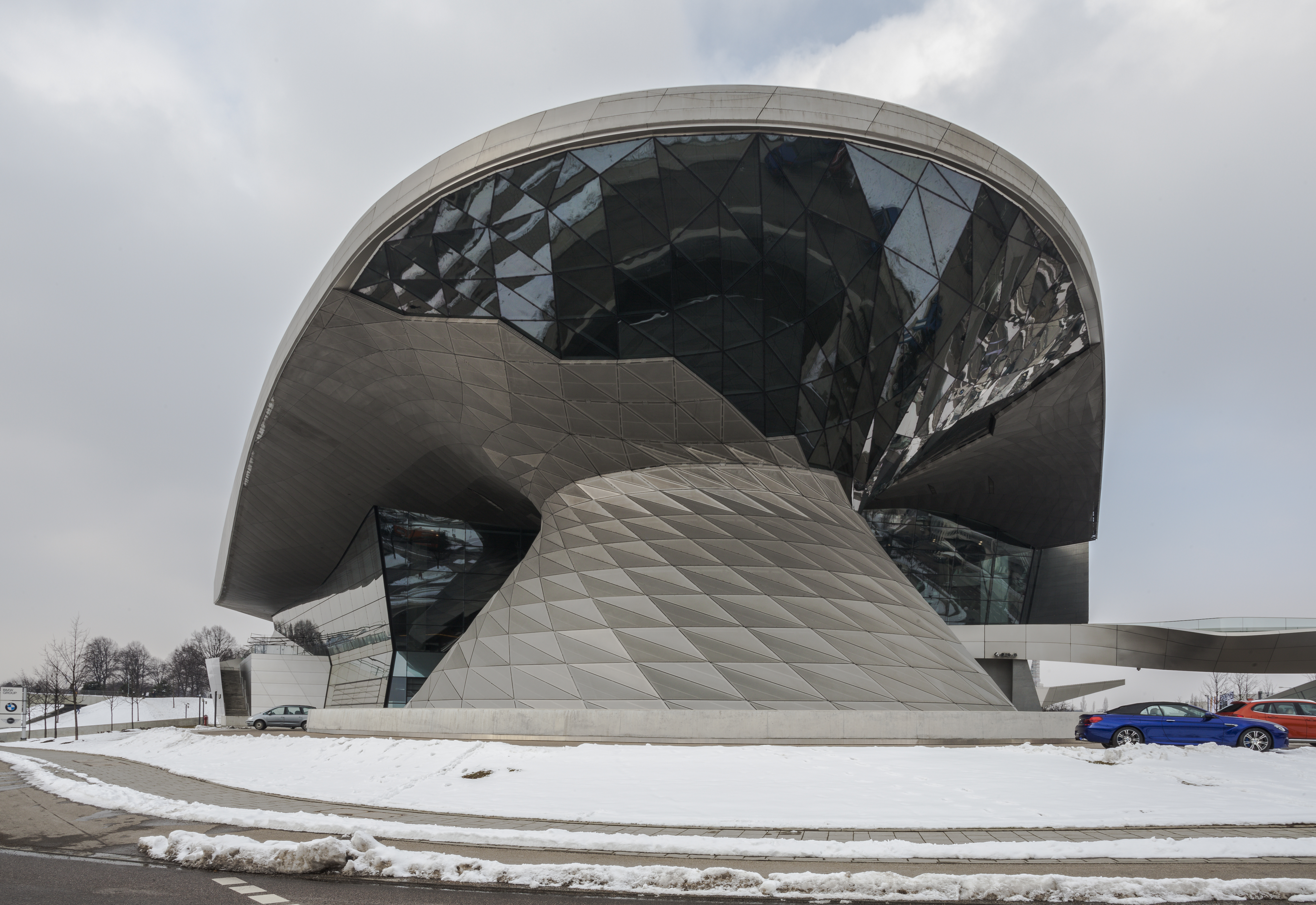
Vista exterior lateral.
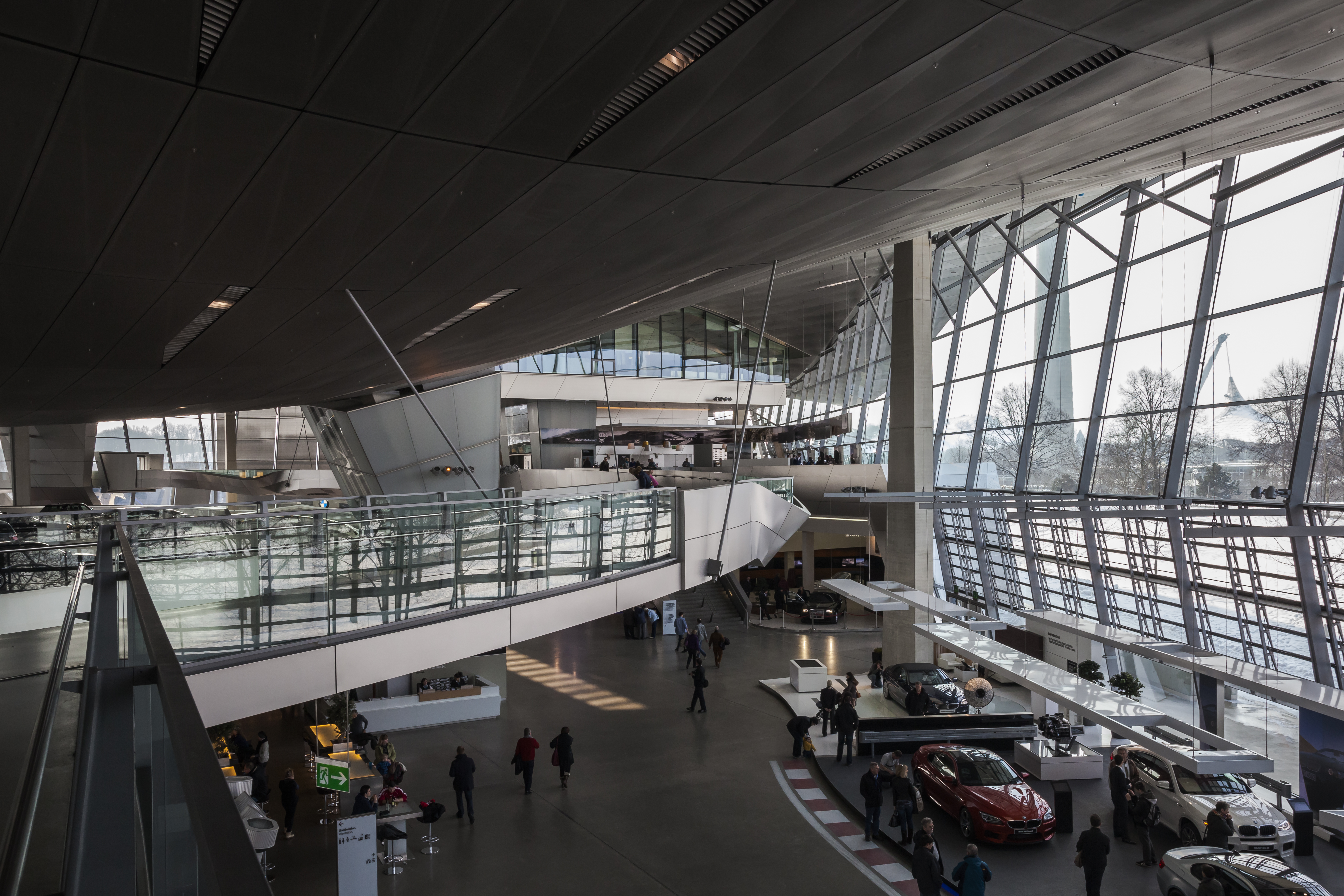
Vista interior desde el extremo oeste.
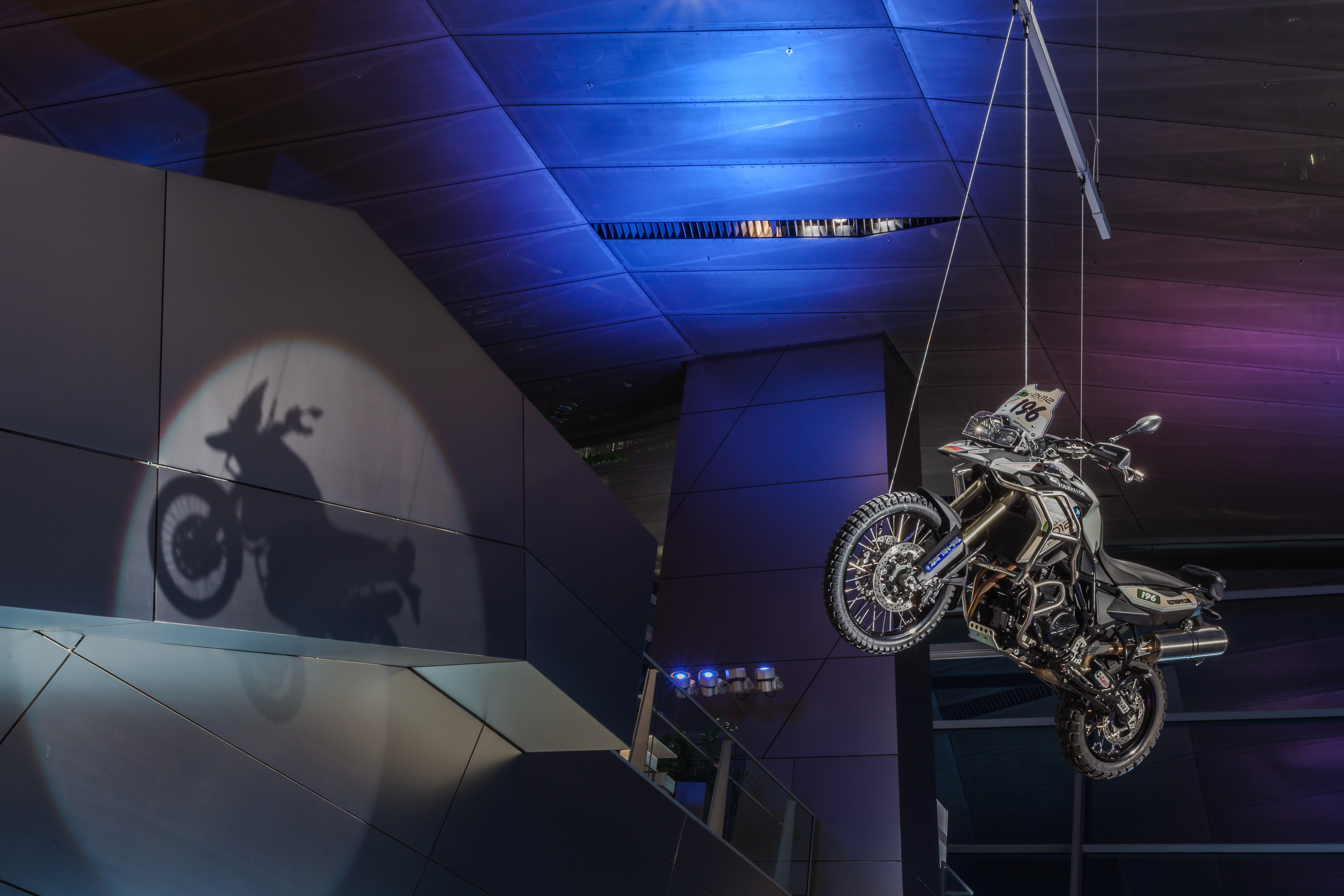
Touratech BMW F800GS expuesta en el interior
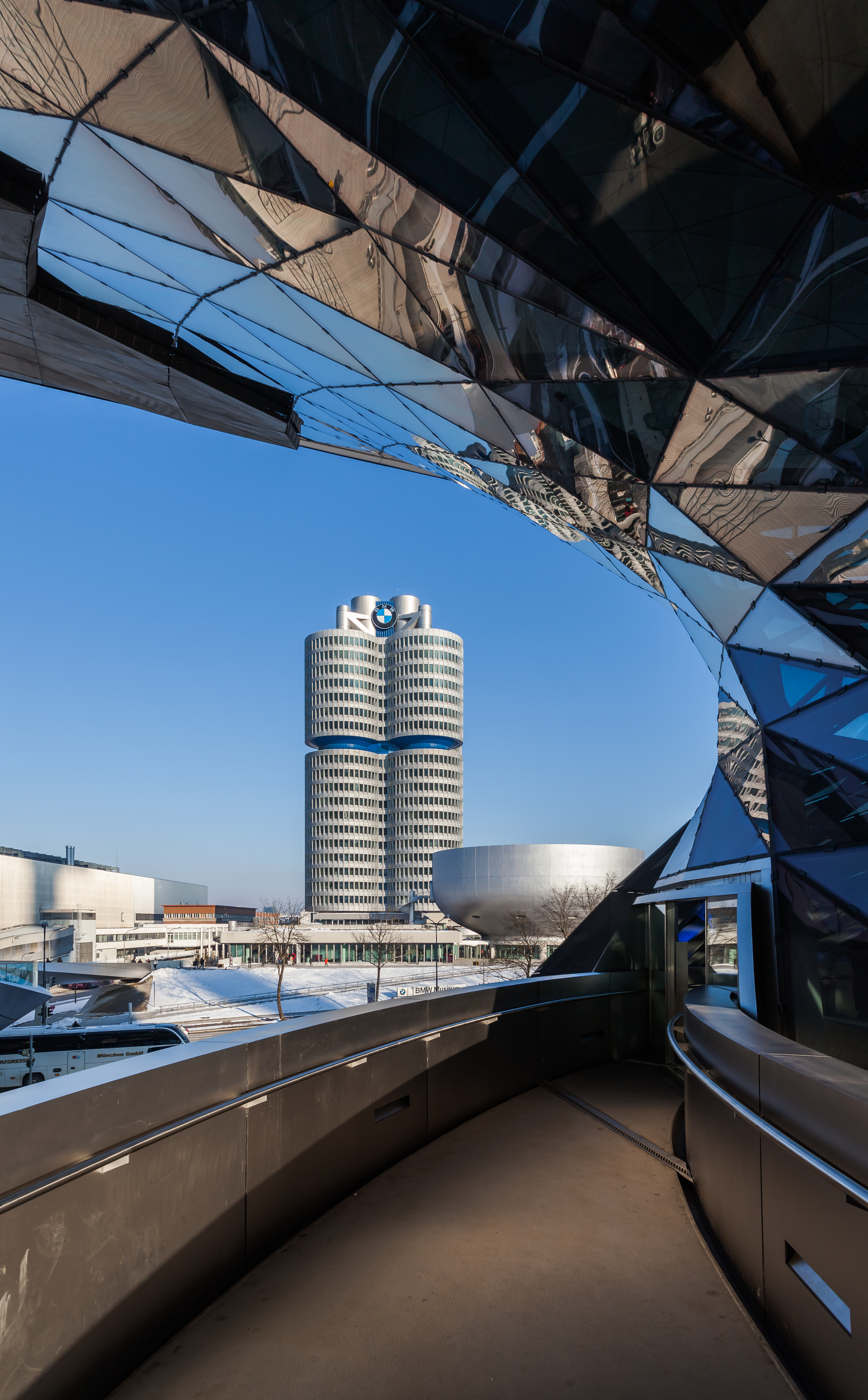
Vista de la sede de BMW desde el BMW Welt.
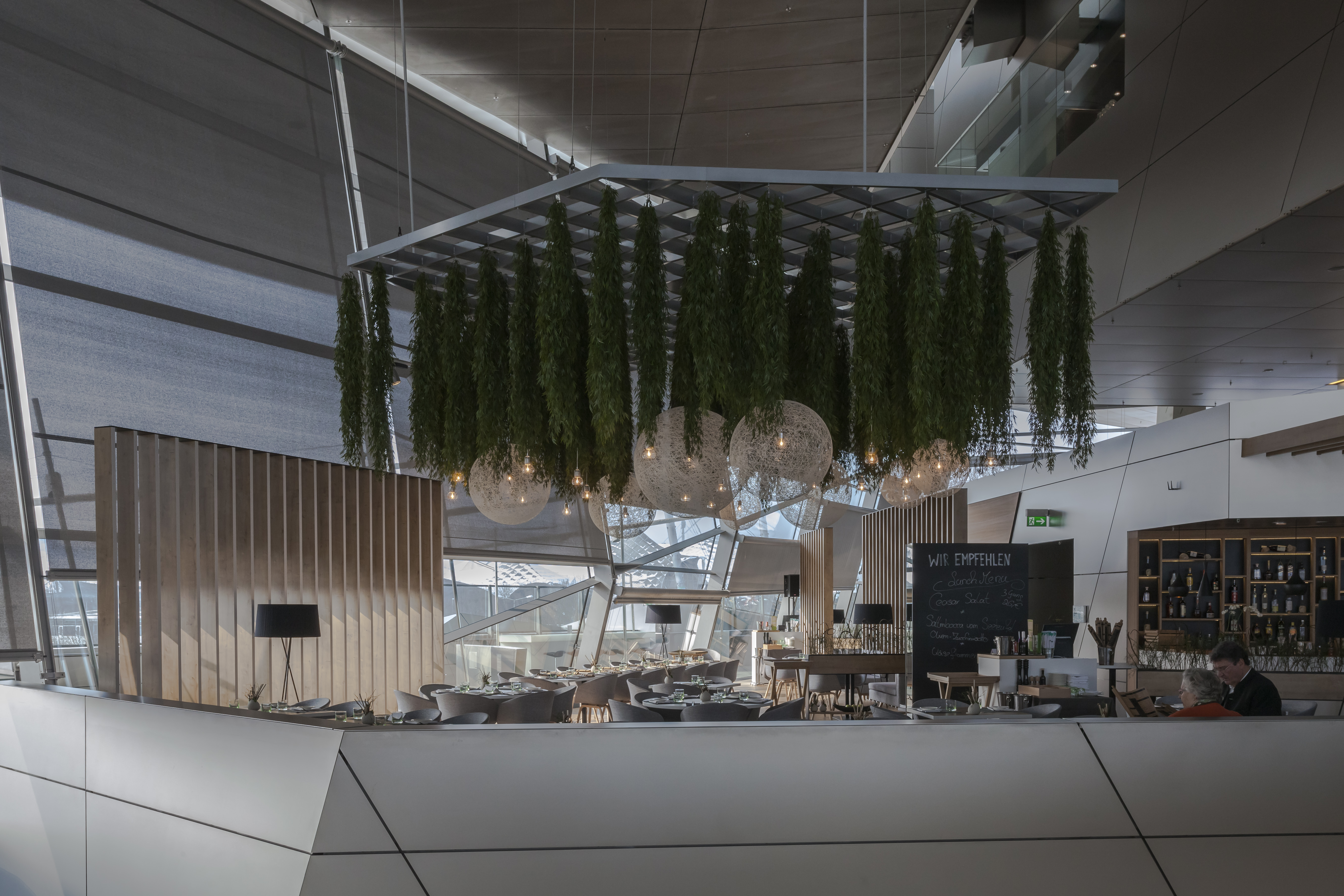
Restaurante.
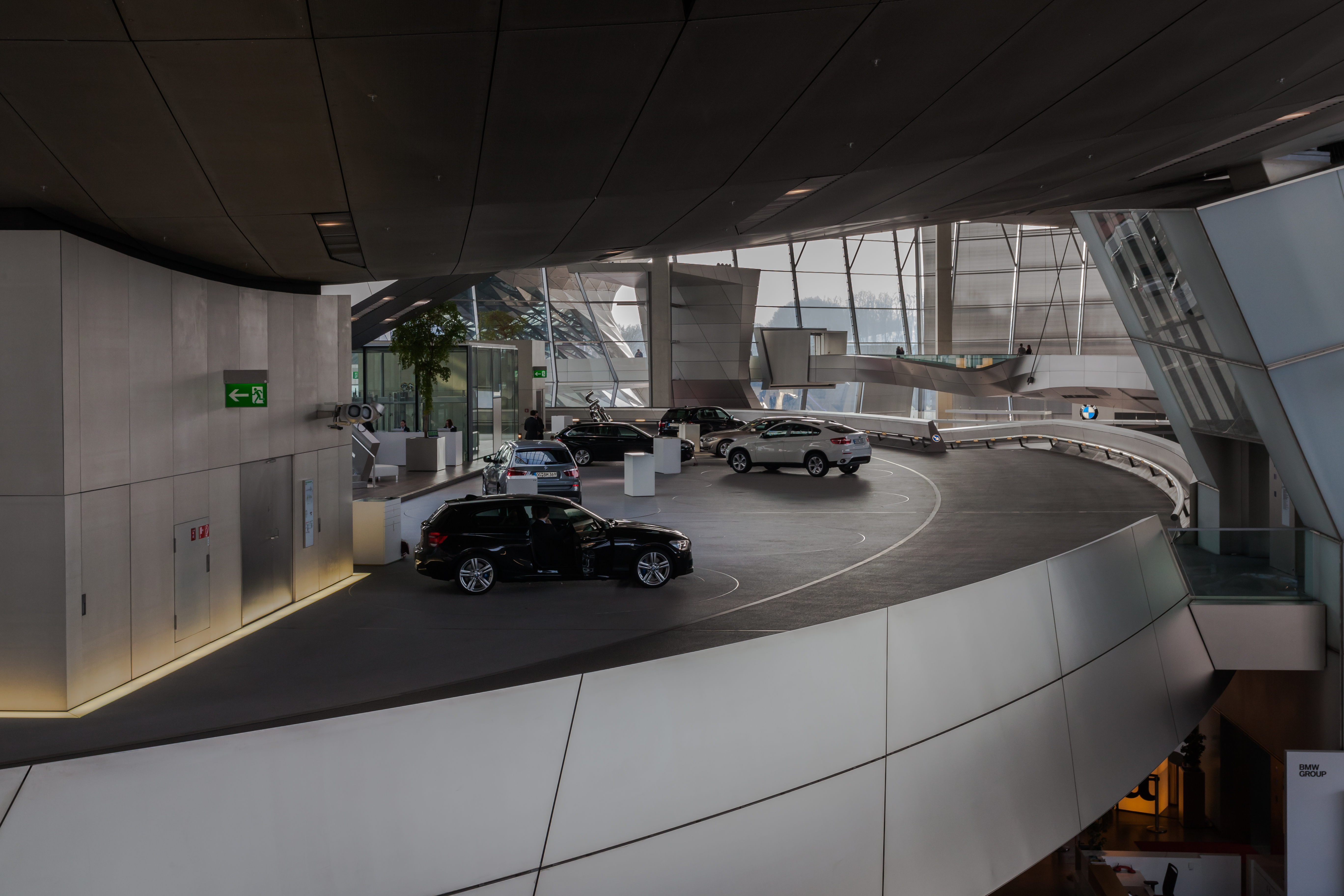
Vehículos nuevos listos para ser recogidos por sus compradores.